# Зубри (Польща)
Зубри (пол. Zubry) — село в Польщі, у гміні Ґрудек Білостоцького повіту Підляського воєводства.
Населення — 97 осіб (2011).
У 1975-1998 роках село належало до Білостоцького воєводства.

## Демографія
Демографічна структура станом на 31 березня 2011 року:
|          | Загалом | Допрацездатний вік | Працездатний вік | Постпрацездатний вік |
| -------- | ------- | ------------------ | ---------------- | -------------------- |
| Чоловіки | 53      | 3                  | 39               | 11                   |
| Жінки    | 44      | 3                  | 21               | 20                   |
| Разом    | 97      | 6                  | 60               | 31                   |